# Brudne Misy
Brudne Misy – polski herb szlachecki znany tylko z nazwy. Według Wiktora Wittyga odmiana herbu Przyjaciel.

## Najwcześniejsze wzmianki
Herb znany w średniowieczu. Zaginął w XVI wieku.
Zdaniem Uruskiego w biogramie Bronak v. Brunak h. Pobóg, Brudne Misy są odpowiednikiem Przyjaciela.
Kapica stwierdza, że herbem Brudne Misy pieczętowała się rodzina, która w XV w. pisała się Brudnak, Brudniak, Brudniaki, w ziemi wiskiej, z czasem nazwani Bronaki.  Z której Andrzej w Ziemi Łomżyńskiej, Jakób sędzia ziemski wiski 1552 r.

## Herbowni
Kotarski.